# Strâmtoarea Tătară

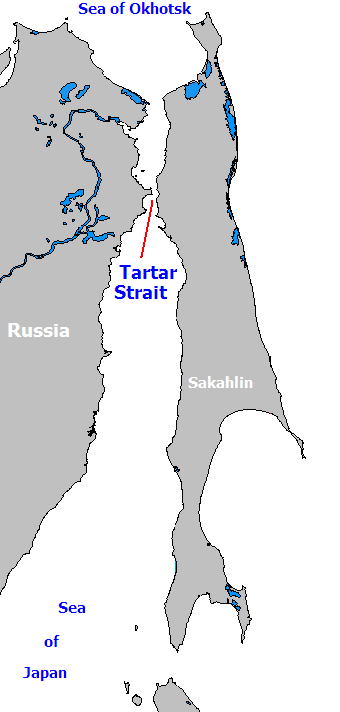
Strâmtoarea Tătară leagă Marea Ohotsk la nord cu Marea Japoniei, la sud

Strâmtoarea Tătară este o strâmtoare în Oceanul Pacific care desparte Insula Sahalin de Asia continentală (Rusia de Sud-Est) și care leagă Marea Ohotsk la nord cu Marea Japoniei, la sud. Are 900 km lungime, 4-20 m adâncime, și 7,3 km lățime la cel mai îngust punct. 

## Istoria

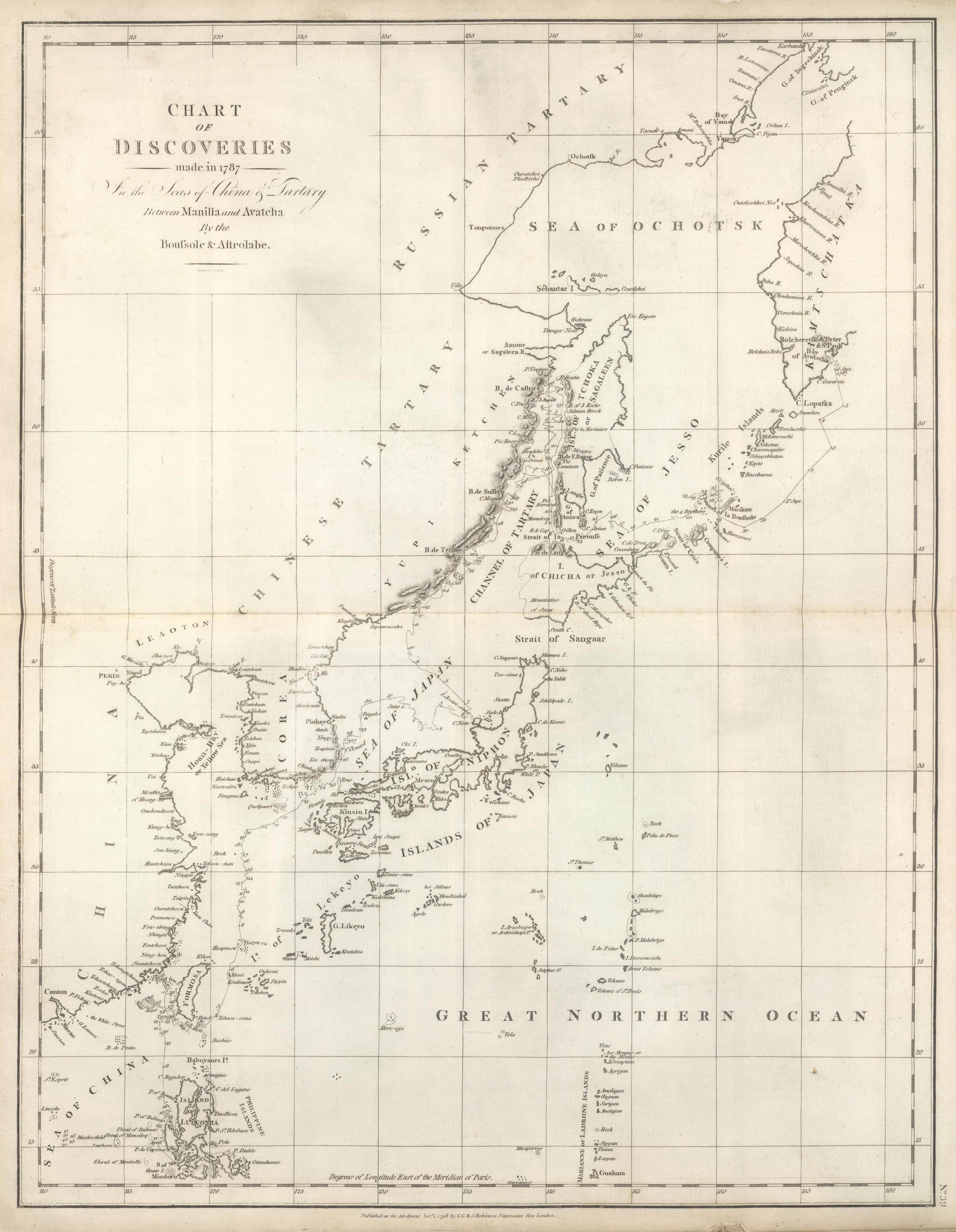
Hartă din 1787

Numele de tătari a fost folosit de europeni pentru diverse popoare din interiorul Asiei și Asia de Nord. Deoarece puterea Manciuriei era în creștere în 1644, numele de "tătari"  a fost folosit pentru locuitorii din Manciuria (și Mongolia)  care au fost cunoscuți pentru europeni ca "tătarii chinezi". În consecință, atunci când La Pérouse a cartografiat strâmtoarea în 1787 el a denumit-o Strâmtoarea Tătară.
În Japonia, strâmtoare este numită după Mamiya Rinzo, care a călătorit prin strâmtoare în 1808 .

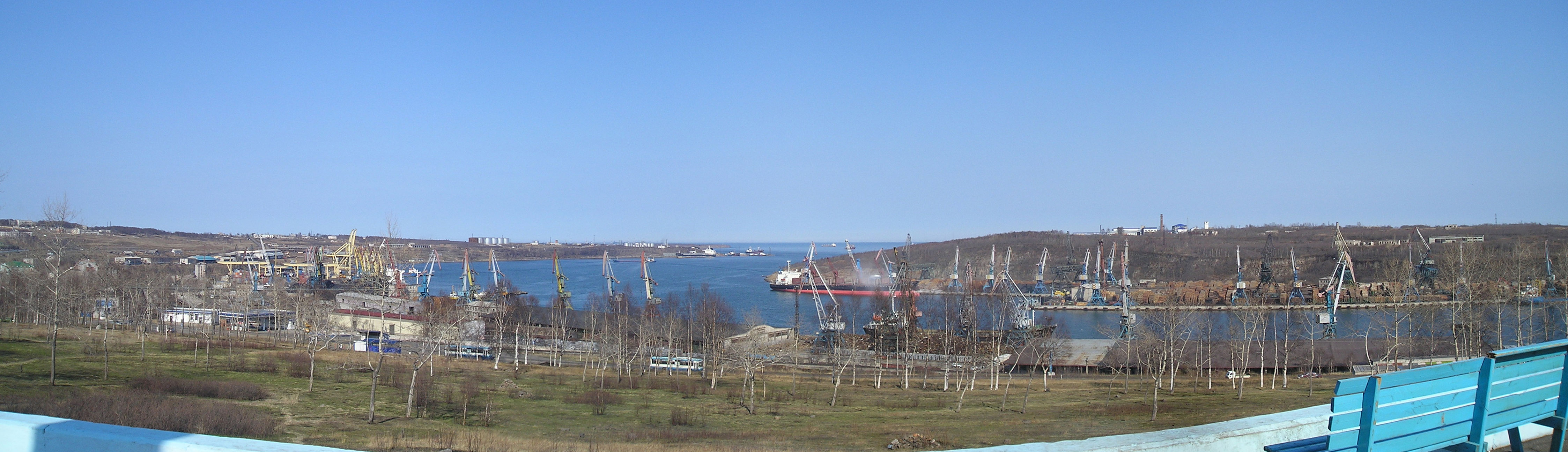
Vanino un port important din Strâmtoarea Tătară

Pe hărțile din Rusia, secțiunea cea mai îngustă din strâmtoare (la sud de gura Amurului) se numește "Strâmtoarea Nevelskoy", după amiralul Gennady Nevelskoy, care a explorat zona în 1848. Numele de Strâmtoarea Tătară este rezervat pentru cea mai mare secțiune a strâmtorii, la sud de Strâmtoarea de Nevelskoy.

## Caracteristici fizice și geografice
Capurile de intrare nordice în strâmtoarea Tătar din strâmtoarea Nevelskoy sunt Capul Yuzhny și Capul Tyk. Aici lățimea strâmtorii tătarilor este cea mai mică, doar 40 km. Aici, cele mai mici adâncimi din șenalul strâmtorii sunt de 10 m. La sud, lățimea și adâncimea strâmtorii cresc, devenind maxime la intrarea în strâmtoare din partea Mării deschise a Japoniei. Capurile de intrare sudice ale strâmtorii sunt Capul Belkin, în nordul Primorsky Krai, lângă satul Amgu, și Capul Kuznetsov, pe coasta de sud-vest a Sahalinului. Lățimea la intrare este de 328 km, adâncimea maximă este de 1773 m. Lungimea strâmtorii este de 713 km, ceea ce o face cea mai lungă din emisfera nordică.
La intrarea sudica in stramtoarea Tatar, la 50 km de coasta Sakhalin, se afla o insula relativ mare si inalta Moneron. Restul insulelor din strâmtoarea tătară (Toki, Dyuanka, Dugu-Du, Bazalt, Observatory, Oyster și altele) sunt mici și situate nu departe de coasta continentală.
Strâmtoarea Tătară este cea mai rece parte a Mării Japoniei. Iarna, aici se formează și se localizează peste 90% din toată gheața observată în Marea Japoniei. Conform datelor pe termen lung, durata perioadei cu gheață în strâmtoarea Tătarului, datorită întinderii sale mari meridionale, este de la 40–80 de zile în partea de sud a strâmtorii, până la 140–170 de zile în partea de nord.

## Coasta
Partea de nord-est a sistemului montan Sikhote-Alin se întinde de-a lungul întregii coaste vestice. Malurile sunt în mare parte înalte și abrupte. Înălțimea munților din zona de coastă este cea mai mare în zona Capului Zolotoy (Gașul Tokhtinsky, peste 1300 m deasupra nivelului mării) și în zona Capului Krestovozdvizhensky (Creasta Khabinskiye Belki, peste 1100 m). deasupra nivelului mării). În zonele de acces pe litoralul platourilor Zevin și Sovgavan, coastele sunt joase și abrupte. Pantele lanțurilor Sikhote-Alin sunt acoperite cu pădure de conifere. Loturi de pădure cu frunze late, constând din stejar (până la Capul Zolotoy), mesteacăn și arin, se găsesc în zona de coastă până la Sovetskaya Gavan. Cele mai mari râuri care se varsă în partea de vest a strâmtorii tătarilor sunt Maksimovka, Kabanya, Edinka, Samarga, Nelma, Botchi, Koppi și Tumnin.
De-a lungul țărmului estic al strâmtorii tătarilor se întind Munții Sahalin de Vest, formați din mai multe creste paralele. În zona Capului Kuznetsov, înălțimea munților de coastă este de 300-400 m; pe măsură ce vă deplasați spre nord, ei se ridică la 1000 m. Cea mai înaltă parte a creasturii Kamyshovy este situată între Capurile Lamanon și Vozdvizheniya. Unele vârfuri muntoase de aici sunt mai mari de 1000 m. La nord de Capul Vozdvizheniye, munții de coastă scad treptat, iar în regiunea Aleksandrovsk-Sakhalinsky înălțimea lor este de aproximativ 400 m. Pantele muntilor sunt în mare parte abrupte și formează stânci înalte lângă litoral. Munții de coastă sunt acoperiți cu iarbă și arbuști, iar cei aflați departe de coastă sunt acoperiți cu păduri de conifere și parțial de foioase. Pe vârfurile muntilor sunt pajiști alpine. La nord de paralela 51°30′ latitudine nordică, munții coboară și trec într-o coastă joasă, formată din dune de nisip și dealuri individuale acoperite cu mușchi. Există multe lacuri pe această coastă.

## Etimologie
Originea numelui se explică prin faptul că termenul „tătari” în secolele X-XVIII a fost folosit în multe limbi europene în legătură nu numai cu una dintre numeroasele popoare vorbitoare de turcă – tătari, ci și cu majoritatea alte popoare turcice din Eurasia care au trăit mai devreme și acum trăiesc în teritoriile de la est și vest de Urali până la Kamchatka și Sakhalin. Numele a fost dat – în forma sa inițială ca Golful Tartariei, care se păstrează, de exemplu, în engleză (Srâmtoarea Tartariei în engleză) – de navigatorul francez La Perouse, în timpul căruia conceptul geografic de Tartaria a fost larg răspândit ca un țară mitologică grandioasă care acoperă toată Asia de Nord. În Japonia, strâmtoarea este numită după descoperitorul japonez al strâmtorii și exploratorul Sakhalin Mamiya Rinzo.

## Proiecte
În timpul domniei lui Stalin, a fost lansată ideea unui tunel feroviar spre Sakhalin, care nu a fost niciodată finalizată. De asemenea, era în curs de dezvoltare un proiect pentru a conecta continentul cu Sakhalin printr-un baraj, care ar putea slăbi vizibil curentul rece Primorsky și ar putea afecta clima din estul Primorsky Krai.

## Porturile Strâmtorii Tătărești
- Ușoară
- Sovetskaya Gavan
- Vanino
- De-Kastri
- Aleksandrovsk-Sahalinski
- Șahtiorsk
- Uglegorsk
- Kholmsk
- Nevelsk